# Gianfranco Ghirlanda
Gianfranco Ghirlanda, né le 5 juillet 1942 à Rome, est un prêtre jésuite italien. Canoniste et consulteur de plusieurs congrégations romaines, il est recteur de l'Université pontificale grégorienne de 2004 à 2010. Il est créé cardinal par le pape François le 27 août 2022. Il est nommé le 19 juin 2023 par le pape François Cardinalis Patronus (Cardinal Protecteur) de l'Ordre de Malte.

## Biographie
Gianfranco Ghirlanda étudie le droit à l'université La Sapienza de Rome, dont il sort diplômé. Bien que travaillant pour Fiat durant ses études, il choisit d'entrer dans la Compagnie de Jésus (7 décembre 1966) lorsqu'il obtient son diplôme. Il est ordonné prêtre le 24 juin 1973. Il obtient un diplôme de bachelier en théologie de l'Université grégorienne la même année et une licence en droit canon en 1975. Il devient docteur en droit canon (summa cum laude) en 1978.
Le père Ghirlanda enseigne le droit canon dans plusieurs facultés de l'université grégorienne à partir de 1975. En 1986, il devient professeur ordinaire et est doyen de la Faculté de droit canon de 1995 à 2004. Il travaille aussi pour le Saint Siège comme consultant de plusieurs congrégations et synodes épiscopaux. Il est juge de la Cour d'appel du Saint-Siège de 1993 à 2003. Il est auteur de plusieurs livres sur le droit canon et de plus d'une centaine d'articles dans différentes revues. Il a été fait docteur honoris causa de la faculté de droit canon de l'université pontificale de Salamanque.
Le 1er septembre 2004, le père Ghirlanda est nommé recteur de l'Université grégorienne par le pape Jean-Paul II, fonction qu'il exerce jusqu'en 2010.
En 2010, il fait partie des conseillers de l'archevêque Ricardo Blázquez Pérez pour la visite apostolique du mouvement laïc Regnum Christi associé aux Légionnaires du Christ; en 2014, il est nommé conseiller en droit canon des Légionnaires du Christ, lorsque ceux-ci retrouvent un gouvernement autonome.
Le père Ghirlanda est créé cardinal par le pape François le 27 août 2022. Dérogeant à la règle établie par Jean XXIII, Ghirlanda, comme jésuite, obtient de ne pas être consacré évêque, bien que créé cardinal. Ayant dépassé l'âge de 80 ans en juillet 2022, il n'aura pas la qualité d'électeur pontifical et ne prendra pas part aux prochains conclaves.
Gardant toujours résidence dans la communauté de l'université pontificale grégorienne, à Rome, il y reste actif comme conseiller en droit canonique et écrivain.

## Source de la traduction
- (en) Cet article est partiellement ou en totalité issu de l’article de Wikipédia en anglais intitulé « Gianfranco Ghirlanda » (voir la liste des auteurs).